# Itamari
Itamari é um município brasileiro do sul do estado da Bahia. Possui uma área total de 143,479 km² e uma população de 7 051 habitantes, segundo o Censo 2022 do Instituto Brasileiro de Geografia e Estatística (IBGE). Localiza-se na Região Geográfica Imediata de Ipiaú, fazendo divisa com os municípios de Gandu, Apuarema, Nova Ibiá e Wenceslau Guimarães.

## Lista de prefeitos
| Período   | Nome                                 | Ref           |
| --------- | ------------------------------------ | ------------- |
| 1963-1966 | Osvaldo de Andrade Galvão            | [ 6 ]         |
| 1967-1970 | Mizael Inácio de Vasconcelos         |               |
| 1971-1972 | Valdemar Pereira Luz                 |               |
| 1973-1976 | Daniel Inácio de Vasconcelos         | [ 7 ]         |
| 1977-1982 | João Galvão Sobrinho                 |               |
| 1983-1988 | Manoel Bié de Andrade Menezes        | [ 8 ]         |
| 1989-1992 | Antonio Leandro de Matos             | [ 9 ]         |
| 1993-1996 | Rui Barbosa da Silva Lisbôa          | [ 10 ]        |
| 1997-2000 | Antonio Leandro de Matos             | [ 9 ]         |
| 2001-2004 | Renildo da Silva Santos              | [ 11 ]        |
| 2005-2008 | Enedino Ribeiro Vasconcelos          | [ 12 ] [ 13 ] |
| 2009-2012 | Waldson Carlos Andrade Menezes       | [ 14 ]        |
| 2013-2016 | Valter Andrade da Silva Junior       | [ 15 ] [ 16 ] |
| 2016      | Erivaldo Andrade Silva               | [ 17 ]        |
| 2017-2020 | Paloma Emanuella Uzeda Tavares Antas | [ 18 ]        |
| 2021-2024 | Everton Borges Vasconcelos           |               |